# Murray Tolbert
Murray Tolbert (* 7. April 1946) ist ein ehemaliger australischer Weitspringer.
Bei den British Commonwealth Games 1974 in Christchurch wurde er Achter.
1964 und 1972 wurde er Australischer Meister. Seine persönliche Bestleistung von 7,91 m stellte er am 4. März 1972 in Sydney auf.